# Гринвеј (Арканзас)
Гринвеј (енгл. Greenway) град је у америчкој савезној држави Арканзас.

## Демографија
По попису из 2010. године број становника је 209, што је 35 (-14,3%) становника мање него 2000. године.
| Група             | 2000.       | 2010.       |
| Белци             | 242 (99,2%) | 202 (96,7%) |
| Афроамериканци    | 0 (0,0%)    | 0 (0,0%)    |
| Азијати           | 0 (0,0%)    | 0 (0,0%)    |
| Хиспаноамериканци | 0 (0,0%)    | 1 (0,5%)    |
| Укупно            | 244         | 209         |